# Hanson Turner
Hanson Victor Turner (Andover, 17 giugno 1910 – Manipur, 7 giugno 1944) è stato un militare britannico, decorato con la Victoria Cross nel corso della seconda guerra mondiale.

## Biografia
Nacque il 17 luglio 1910 ad Andover, nell'Hampshire, secondogenito di nove figli di James Herbert e Alice Crowther. Entro un anno dalla sua nascita, la famiglia si trasferì a nord, ad Halifax, dove nacquero tutti i suoi sette fratelli minori. Si arruolò nel British Army per compiere il servizio militare di leva, in forza al Duke of Wellington's Regiment.
Nel 1935 sposò la signorina Edith Rothery, una ragazza di Halifax, e lavorò come controllore di autobus sulla linea Savile Park per la Halifax Corporation Passenger Transport.
Allo scoppio della seconda guerra mondiale fu richiamato in servizio attivo. Nell'estate del 1944, con il grado di sergente,  prestava servizio nel West Yorkshire Regiment (The Prince of Wales's Own) nelle giungle della Birmania. Nella notte tra il 6 e il 7 giugno 1944, durante l'Operazione U-Go, la sua posizione a Ningthoukong fu investita da un attacco giapponese. Dopo che il suo plotone aveva subito pesanti perdite e rischiava di essere sopraffatto, egli si ritirò e riorganizzò le difese.  Affrontò il nemico e per ben cinque volte avanzò da solo, nonostante le ferite, tempestando gli aggressori di bombe a mano a distanza ravvicinata. Al sesto tentativo rimase ucciso. Il suo corpo fu recuperato e in seguito sepolto nel Cimitero di guerra di Imphal, a Imphal, in India. 
Il  15 agosto 1944 fu insignito della Victoria Cross alla memoria, che fu conferita alla vedova da Re Giorgio VI in una apposita cerimonia tenutasi a Buckingham Palace nel luglio del 1945. La figlia di cinque anni della coppia, Jean, era troppo piccola per essere ammessa a Palazzo, e fu accudita all'esterno da una delle sorelle di Edith. La sua Victoria Cross e esposta presso il  The Duke of Wellington’s Regiment Regimental Museum nel Bankfield Museum, Halifax, West Yorkshire.